# Pären
Pären är en sjö i Västerviks kommun i Småland och ingår i Storån-Botorpsströmmens kustområde. Sjöns area är 0,022 kvadratkilometer och den befinner sig 37 meter över havet.